# Talp cuallarg
El talp cuallarg (Scaptonyx fusicaudus) és una espècie de mamífer de la família dels tàlpids. És l'única espècie del gènere Scaptonyx. Viu a la Xina i Myanmar.